# Bakui sikló
A Bakui sikló (azeriül: Bakı funikulyoru) siklóvasút Azerbajdzsán fővárosában, Bakuban. Az Olajmunkás sugárutat (Neftçilər Prospekti) köti össze a Mártírok sétányával. Azerbajdzsán egyetlen üzemelő siklóvasútja, amelyről szép kilátás nyílik Baku központi részére és a Bakui-öbölre.

## Története
Építését Əliş Ləmbəranski kezdeményezte, aki 1959-től a Bakui Városi Tanács Végrehajtó Bizottságának elnöke volt. A terveket Radcsik Arakelov készítette. A vagonokat a Leningrádi Villamosgyártó Üzem (LTMZ) építette. 1960. május 5-én nyitották meg.
Megnyitása óta több alkalommal felújították. Az 1980-as évek végén a leromlott állapotú siklót bezárták és csak a 2001-es felújítás után nyitották meg újra (2001 végén). Azonban továbbra is rossz állapotok uralkodtak a vasúti pályán. Egyik fő probléma a vízelvezetés megoldatlansága volt. A 2007-es felújítás során csökkentették a kocsik menetzaját. 2011-ben felújítás miatt ismét leállították, majd 2012. május 23-án adták át. Az átadási ünnepségen İlham Əliyev elnök és felesége is részt vett.

## Jellemzői
A két kocsival üzemelő siklóvasút két állomással rendelkezik. Az alsó az Olajmunkás sugárúton található Bəhram Gur állomás (amelyet V. Bahrám szászánida királyról neveztek el). A felső állomás a Şəhidlər Xiyabanı (Mártírok sétánya). A két állomás közötti távolság 455 m, amelyet egy-egy kocsi 4 perc alatt tesz meg. 
A vasútvonal egyvágányos kialakítású, a vasúti pálya középső szakaszán egy kitérővel, ahol a felfele és lefele mozgó kocsi ki tudja kerülni egymást. A jelenleg használt, 28 fő befogadására alkalmas vagonokat a svájci CWA Constructions cég gyártotta.
A siklóvasút naponta 10:00 és 22:00 között üzemel. Egy utazás 50 quepikbe (0,5 manat) kerül. A kicsik 10 percenként indulnak. A siklóvasút napi átlagos forgalma 2000 fő körüli.

## Galéria
- A sikló alsó állomása (középen) 1964-ben
- A siklóvasút svájci gyártású kocsijai
- Az egyvágányos vasúti pálya kitérője